# Mesochra inconspicua
Mesochra inconspicua is een eenoogkreeftjessoort uit de familie van de Canthocamptidae. De wetenschappelijke naam van de soort is voor het eerst geldig gepubliceerd in 1899 door Scott T..